# Formigliana
Formigliana är en ort och kommun i provinsen Vercelli i regionen Piemonte, Italien. Kommunen hade 504 invånare (2018).